# 花山院家厚
花山院家厚（1789年4月23日—1866年9月28日），是江戶時代後期的公卿；也是藤原北家清華家的花山院家當主。他同時是一位狩野派畫家。

## 生涯
花山院家厚在寬政元年（1789年）出生，是父母花山院愛德及蜂須賀靜子（蜂須賀重隆女）的長子。寬政五年（1793年）敘從五位上，歷任侍從、右近衛權少將與右近衛權中將，並在寬政十年（1798年）昇敘從三位，位列公卿，同年也擔任踏歌節會外弁和權中納言。
文化六年（1809年）惠仁親王（即仁孝天皇）立為皇太子，花山院家厚成為他的春宮權大夫。文化十一年（1814年）升任權大納言，三年後（1817年）因皇太子繼天皇位而辭去春宮權大夫職位。
天保五年（1834年）擔任右近衛大將及右馬寮御監。弘化四年（1847年）短暫擔任內大臣，後曾轉任右大臣，文久二年（1862年）辭職，到慶應二年（1866年）逝世，享年77歲。
| 王位覬覦者        | 王位覬覦者                          | 王位覬覦者        |
| ----------------- | ----------------------------------- | ----------------- |
| 前任： 花山院愛德 | 花山院家當主                        | 繼任： 花山院家正 |
| 官衔              |                                     |                   |
| 前任： 近衛忠熙   | 內大臣 1847年7月26日－1848年2月1日  | 繼任： 醍醐輝弘   |
| 前任： 鷹司輔熙   | 右大臣 1859年4月30日－1862年2月2日  | 繼任： 二條齊敬   |
| 军职              |                                     |                   |
| 前任： 鷹司輔熙   | 右大將 1834年11月10日－1848年2月1日 | 繼任： 醍醐輝弘   |